# Market Weighton
Market Weighton är en stad och en civil parish i kommunen East Riding of Yorkshire i England. Orten har 5 212 invånare (2001). Byn nämndes i Domedagsboken (Domesday Book) år 1086, och kallades då Wicstun.